# Turdoides squamulata
A Turdoides squamulata a madarak osztályának verébalakúak (Passeriformes) rendjébe és a Leiothrichidae családjába tartozó faj.

## Rendszerezése
A fajt George Ernest Shelley angol ornitológus írta le 1878-ban, a Crateropus nembe Crateropus squamulatus néven.

## Alfajai
- Turdoides squamulata carolinae Ash, 1981
- Turdoides squamulata jubaensis Someren, 1931
- Turdoides squamulata squamulata (Shelley, 1884)[2]

## Előfordulása
Kelet-Afrikában, Etiópia, Kenya és Szomália területén honos. A természetes élőhelye a szubtrópusi vagy trópusi száraz erdők és cserjések, valamint folyók és patakok környéke. Állandó, nem vonuló faj.

## Megjelenése
Testhossza 22-23 centiméter, testtömege 55-85 gramm.

## Életmódja
Feltehetően gerinctelenekkel, bogyókkal és magvakkal táplálkozik.